# Кабатки

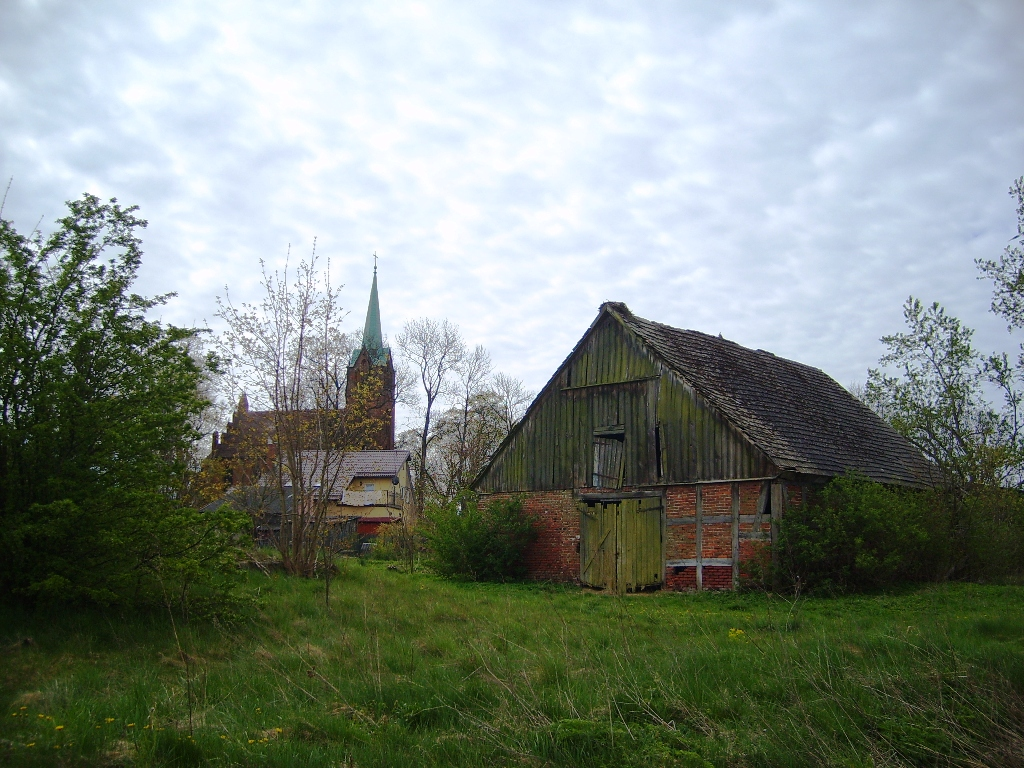
Село Цеценово, в котором жили кабатки до начала XX века

Каба́тки (кашуб. kabatkòwie, kabatczi, kabatcë, пол. kabatkowie) — субэтническая группа кашубов, населявшая область, расположенную к северо-западу от современного кашубского ареала, к югу от озера Лебско между реками Пустынка (пол. Pustynka), Лупава (пол. Łupawa) и Леба в Слупском повяте Поморского воеводства. К кабатским сёлам относились село Поблоце (пол. Pobłocie) в окрестностях Цеценово (пол. Cecenowo) и сёла Избица (пол. Izbica), Цемино (пол. Ciemino), Румско (пол. Rumsko), Щипковице (пол. Szczypkowice), Велька Весь (пол. Wielka Wieś) в окрестностях Глувчице (пол. Główczyce).
Кабатки жили недалеко от словинцев, так же, как и словинцы, они были онемечены, по оценкам
Ф. Лоренца уже в первой четверти XX века славянские говоры в районах озёр Лебско и Гардно практически вымерли. И кабатки, и словинцы в отличие от кашубов были лютеранами, а не католиками.

## Название
Название кабатки получили из-за особенностей их одежды, они выделялись среди других славян Балтийского побережья присущим их костюму элементом — мужским кафтаном, называемым «кабот» (кашуб. kabôt) или чаще «каботк» (кашуб. kabôtk).

## Говоры
Среди кабатков в прошлом были распространены кабатские говоры (кашуб. gwara kabôcka, пол. gwary kabackie, gwara kabacka), относящиеся к севернокашубскому диалекту, в конце XIX века они выходили из употребления, вытесняемые немецким языком. А. Ф. Гильфердинг, один из первых исследователей языковых и этнографических особенностей кабатков, выделял говоры померанских словинцев, в которые включал словинский и кабатский говоры, противопоставляя их говорам померанских кашубов и говорам прусских кашубов. Ф. Лоренц относил глувчицкий и цеценовский к севернокашубским говорам, противопоставляя их словинским говорам в рамках севернопоморского диалекта.